# Телимеле
Телимеле (фр. Télimélé) — город на западе центральной части Гвинеи, административный центр одноимённой префектуры.

## География
Город основан в западных предгорьях горного региона Фута-Джаллон, между городами Пита и Боке.
В Телимеле климат саванн с сухой зимой (Aw) по классификации климатов Кёппена-Гейгера. Летом в Телимеле выпадает намного больше осадков, чем зимой. В течение года средняя температура в Телимеле составляет 27,3 °C, а среднее количество осадков составляет 1429,8 мм.